# Pietrosella
Pietrosella (in corso Pitrusedda) è un comune francese di 1 269 abitanti situato nel dipartimento della Corsica del Sud nella regione della Corsica.

## Storia
Il 6 settembre 1997, un commando dei nazionalisti corsi (cinque incappucciati) mette del plastico nella Gendarmeria di Pietrosella e prende in ostaggio due militari, recupera le loro due armi di servizio, le pistole Beretta da 9 mm una delle quali verrà utilizzata per assassinare il prefetto Claude Érignac il 6 febbraio 1998.

## Società

### Evoluzione demografica
Abitanti censiti